# Armin Shimerman
Armin Shimerman (nascut el 5 de novembre de 1949) és un actor estatunidenc conegut pel seu paper com a Quark el ferengi a la franquícia Star Trek, apareixent com el personatge a les set temporades de Star Trek: Deep Space Nine (1993–1999). També va tenir un paper recurrent com a Director Snyder a les tres primeres temporades de Buffy the Vampire Slayer (1997–1999), i va posar veu al General Skarr i altres personatges a la sèrie animada The Grim Adventures of Billy & Mandy (2001–2007), al Doctor Nefarious a la sèrie de videojocs Ratchet & Clank, i a Andrew Ryan a la sèrie de videojocs BioShock.

## Primers anys
Shimerman va néixer en una família jueva a Lakewood (Nova Jersey), el 5 de novembre de 1949, fill de la comptable Susan i el pintor de cases Herbert Shimerman. Quan tenia 15 anys, es va traslladar amb la seva família a Los Angeles, on la seva mare el va inscriure en un grup de teatre en un intent d'ampliar el seu cercle social. Va assistir a l'Santa Monica High School i va ser actiu en el món del teatre. De darrer any, va protagonitzar produccions escolars de Hamlet, Les Bruixes de Salem i The Skin of Our Teeth abans de graduar-se el 1967. Després de graduar-se a la UCLA, va ser seleccionat per fer d'aprenent al Old Globe Theater de San Diego. Va començar a fer carrera en el teatre i finalment es va traslladar a la ciutat de Nova York, on va ser membre de l'Impossible Ragtime Theater. En tornar a Los Angeles, va participar en dues sèries de la CBS per llançar la seva carrera d'actor televisiu.

## Carrera

### Actuació

#### Televisió

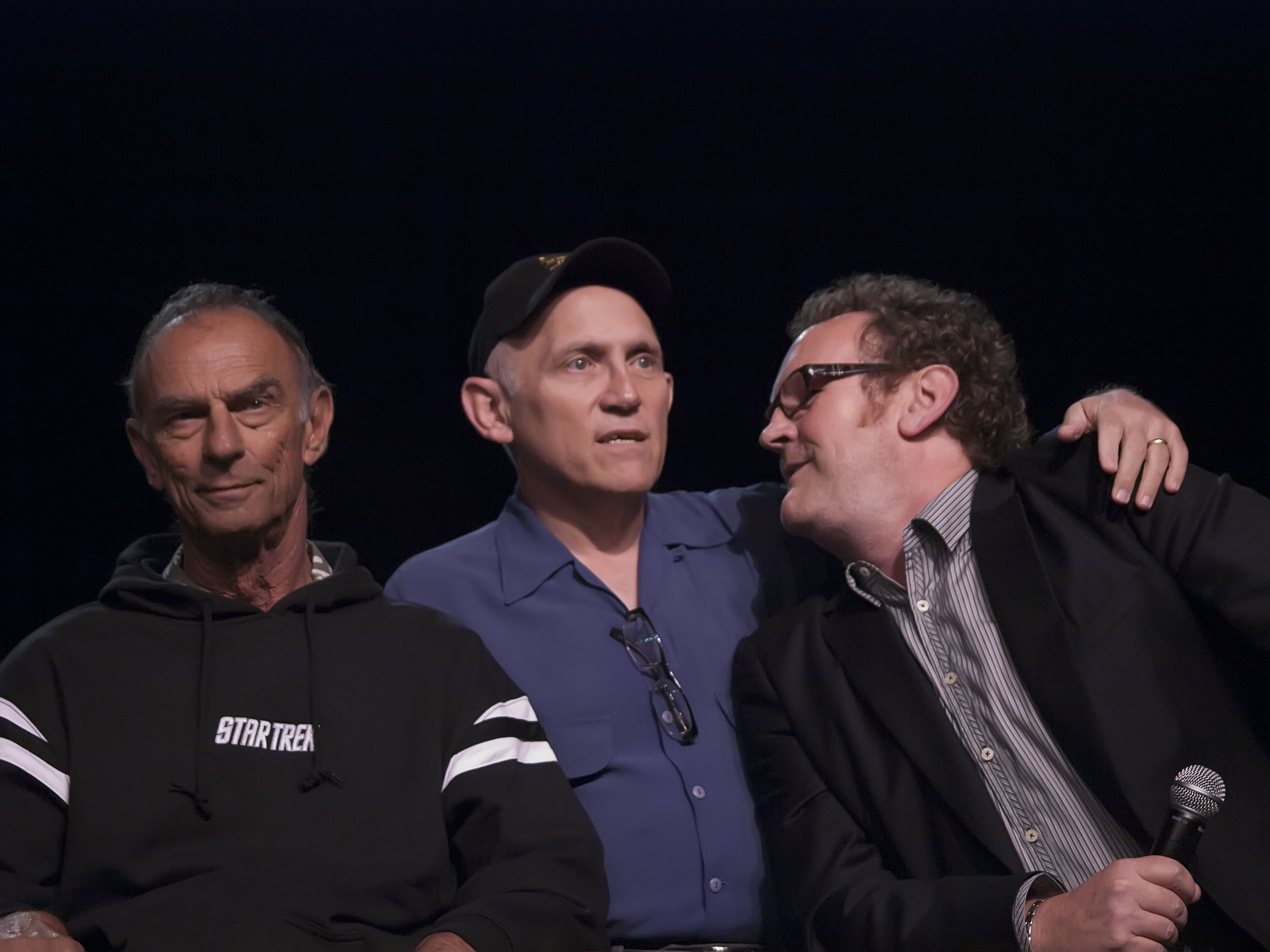
Shimerman (centre) amb els companys de Deep Space 9 Marc Alaimo (esquerra) i Colm Meaney (dreta)

Shimerman és conegut pel seu treball com a propietari del bar ferengi Quark a la llarga sèrie de televisió Star Trek: Deep Space Nine, tot i que la seva participació en la franquícia Star Trek va començar amb aparicions com a altres personatges ferengi als episodis de Star Trek: La nova generació "L'últim destacament" i "Màxim rendiment". Com a personatge de Quark, Shimerman es va convertir en un dels personatges més coneguts de Star Trek, i va aparèixer diverses vegades a la portada de TV Guide, ja fos amb altres actors o sol com a part d'una sèrie de col·leccionista.

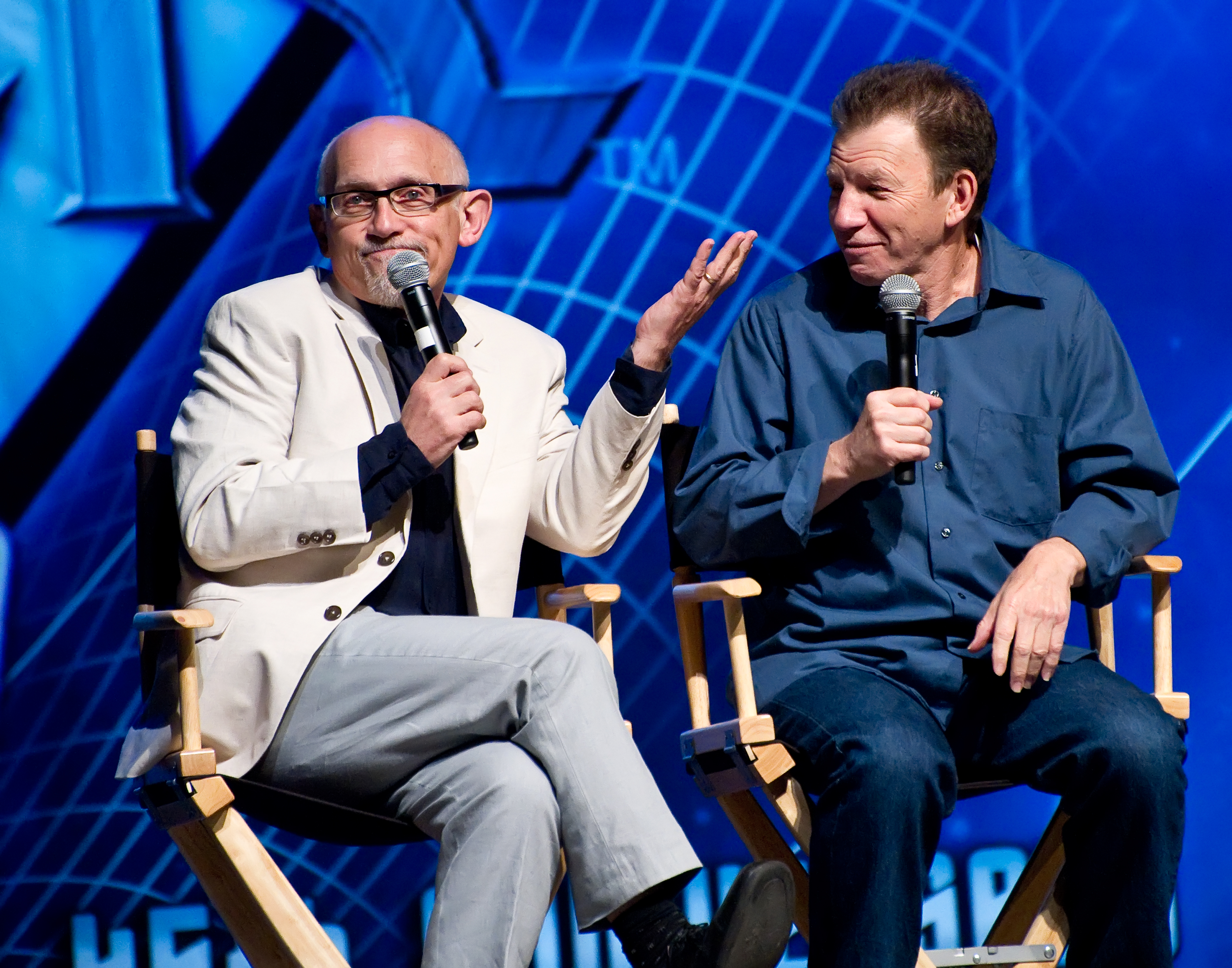
Shimerman (esquerra) i Max Grodénchik (dreta) van interpretar els personatges de dos germans ferengis Quark i Rom, a Deep Space 9

Juntament amb Patrick Stewart, Marina Sirtis, Jonathan Frakes i John de Lancie, Shimerman és un dels pocs actors que ha interpretat el mateix personatge en quatre o més sèries diferents de Star Trek. Va interpretar Quark a Star Trek: La nova generació, Star Trek: Deep Space Nine, Star Trek: Voyager i Star Trek: Lower Decks. Va repetir el paper de Quark a la pel·lícula de 1998 Star Trek: Insurrection, però només en escenes eliminades.
A més de Star Trek, Shimerman ha tingut papers com a Pascal a La Bella i la Bèstia i com a Principal Snyder en 19 episodis de Buffy, la caçavampirs. També ha protagonitzat Anteaus a Stargate SG-1 com un dels Nox, un mag malvat a Charmed, va aparèixer com a Stan el caddie a un episodi de Seinfeld, i com a Dr. Patemkin a Leverage.
Shimerman ha aparegut als primers set episodis com a jutge Brian Hooper a la tercera temporada de Boston Legal, unint-se als seus companys actors de Star Trek William Shatner, René Auberjonois i Ethan Phillips. El seu personatge fins i tot va compartir una escena amb Auberjonois, i la lluita entre els dos personatges recorda el conflicte entre el Quark de Shimerman i l'Odo d'Auberjonois.
Va aparèixer com a "El Terror" a la primera sèrie d'acció real The Tick.
Va aparèixer a l'episodi "Provenance" de la sèrie Numb3rs com a Patrick Holden. Va tenir un petit cameo a l'episodi "Posse Comitatus" de The West Wing com a Ricard III i un altre a la pel·lícula com a un vell al metro de What the Bleep Do We Know!?.
Ha aparegut en diverses sèries de televisió com ara Babes com el Sr. Ian Anderson, Married... with Children com el Sr. Lovejoy, Warehouse 13 com Charlie Martin, Tremors com Cecil Carr, The Young and the Restless com el jutge Graham Roberts, Castle com Benjamin Donnelly, Bad Samaritans com el jutge i Red Bird com a Max.

#### Treball de veu
Ha posat veu a diversos vilans de videojocs, com ara Toad i Zealot a X-Men Legends i X-Men Legends II: Rise of Apocalypse respectivament, Andrew Ryan a la sèrie BioShock, el pare de Razputin a Psychonauts, i General Skarr d' Evil Con Carne i The Grim Adventures of Billy & Mandy. Després va prestar el seu talent de veu a BioWare per als seus jocs Jade Empire (com a l'emperador Sun Hai, l'abat Song i l'hostaler) i Mass Effect (com el conseller salarià original i Fai Dan). També va posar veu al Dr. Emil Narud, Mohandar i el Dr. Emil Narud en la seva forma humana al videojoc RTS del 2010 StarCraft II: Wings of Liberty i a l'expansió del 2013 StarCraft II: Heart of the Swarm, respectivament. També va posar la veu a Quark en diversos videojocs de "Deep Space Nine", com ara "Harbinger" i "the Fallen" i va repetir el paper a l'expansió del 2018 "Star Trek Online: Victory is Life".
També va posar la veu a Ben Robbins i al botiguer als dos primers episodis de "Rocket Power" del 1999 al 2000.
El 2008, va posar la veu al personatge de Wilmer en una dramatització d'àudio de "El falcó maltès", que també va comptar amb els actors Michael Madsen, Sandra Oh, i Edward Herrmann. A més, va posar la veu al personatge del Sr. Phillips a la producció de Focus on the Family Radio Theatre d' Anne of Green Gables. També va posar la veu a Raanu juntament amb el vilatà i un líder del poble a la pel·lícula d'animació directa en DVD Bionicle: The Legend Reborn. També posa la veu a Green Goblin al videojoc de rol d'acció Marvel: Ultimate Alliance 2.
El 2011, va proporcionar veus addicionals per al MMORPG Star Wars: The Old Republic.
El 2012, també va posar la veu a Che Garcia Hansson i al vell Joseph Cajiais per al MMORPG The Secret World.
El seu treball de veu més conegut és el de Doctor Nefarious a la franquícia Ratchet & Clank, un paper pel qual va rebre molts elogis.
Va repetir els seus papers com a Dr. Nefarious i Andrew Ryan i també va posar veu a un enemic de Vox Populi al joc de lluita crossover PlayStation All-Stars Battle Royale.

### Escriptura

#### Deep Space Nine
Shimerman va ser coautor d'una novel·la de Star Trek: Deep Space Nine, The 34th Rule, amb David R. George III, publicada l'1 de gener de 1999. Se centra en el seu personatge Quark, que perd el seu bar i és empresonat durant una crisi diplomàtica entre els governs bajorà i ferengi. La novel·la és una al·legoria de l'internament de japonesos americans durant la Segona Guerra Mundial.

#### SèriesThe Merchant Prince
Shimerman ha coescrit una sèrie de llibres en què proporciona una base de ciència-ficció per a la vida de John Dee. La primera novel·la de la sèrie, The Merchant Prince, va ser coescrita amb l'autor irlandès Michael Scott, conegut per la seva sèrie de Nicholas Flamel. Publicada l'any 2000, presenta la figura històrica John Dee posada en animació suspesa el 1575 per una raça alienígena coneguda com els Roc i despertant el 2099. La portada presenta Shimerman amb vestimenta isabelina. Shimerman va comentar: "John Dee realment va existir. Estem força segurs que era membre del servei secret de la reina Elisabet I, cosa que li va permetre matar si calia. El període elisabet va ser una època molt més perillosa; calia ser ràpid amb una daga i nefast per sobreviure". Shimerman pensava que aspectes tant d'ell mateix com del seu personatge de Star Trek: Deep Space Nine, Quark, estaven en la interpretació de John Dee a la novel·la. Shimerman va comentar: "Hi ha aspectes de Quark similars al Dr. Dee, i sens dubte hi ha aspectes del Dr. Dee similars a Armin Shimerman, que també el farien semblar Quark".
Les altres novel·les de la sèrie són Outrageous Fortune (2002), coescrita amb Chelsea Quinn Yarbro, coneguda per les seves novel·les de terror històric, i Capital Offense (2003).
A finals del 2020, l'editorial Jumpmaster Press va publicar el nou llibre de Shimerman, Illyria: Betrayal of Angels. Betrayal of Angels és el primer llibre de la trilogia de Shimerman sobre John Dee..

### Ensenyament
Shimerman ha estat ensenyant Shakespeare durant anys i com a professor adjunt a la Universitat del Sud de Califòrnia. També treballa com a estudiós de Shakespeare per a produccions a la zona de Los Angeles i els voltants.

## Vida personal
Shimerman es va casar amb l'actriu Kitty Swink el maig de 1981.

## Filmografia

### Cinema
| Any  | Títol                                                                                    | Paper                | Notes                          |
| ---- | ---------------------------------------------------------------------------------------- | -------------------- | ------------------------------ |
| 1980 | Records (Stardust Memories)                                                              | Eulogy Audience      |                                |
| 1986 | Carretera a l'infern (The Hitcher)                                                       | Sergent interrogador |                                |
| 1986 | Stoogmania                                                                               | Larry II             |                                |
| 1987 | Blind Date                                                                               | Cambrer francès      |                                |
| 1987 | The Verne Miller Story                                                                   | Mortician            |                                |
| 1987 | Tal pare, tal fill (Like Father Like Son)                                                | Pare de Trigger      |                                |
| 1988 | Dangerous Curves                                                                         | Boggs                |                                |
| 1989 | Arena                                                                                    | Weezil               |                                |
| 1989 | Big Man on Campus                                                                        | Dr. Oberlander       |                                |
| 1990 | Llibertat per morir (Death Warrant)                                                      | Dr. Gottesman        |                                |
| 1991 | I et pensaves que els teus pares eren estranys (And You Thought Your Parents Were Weird) | Jutge                |                                |
| 1994 | Els crits dels innocents (Slaughter of the Innocents)                                    | Dr. Mort Seger       |                                |
| 1996 | Eye for an Eye                                                                           | Jutge Arthur Younger |                                |
| 1997 | Snide and Prejudice                                                                      | Eckart               |                                |
| 1998 | Looking for Lola                                                                         | Mestre               |                                |
| 1999 | The Auteur Theory                                                                        | Detectiu Blank       |                                |
| 2000 | Breathing Hard                                                                           | Conrad               |                                |
| 2002 | Who Slew Simon Thaddeus Mulberry Pew                                                     | Whizzit              |                                |
| 2003 | Living in Walter's World                                                                 | Mr. Krause           |                                |
| 2004 | I tu, què saps? (What the Bleep Do We Know!?)                                            | Home gran al metro   |                                |
| 2004 | The Works                                                                                | Gerald               |                                |
| 2004 | Eviction                                                                                 | The Landlord         |                                |
| 2005 | Geppetto's Secret                                                                        | Leonardo (Veu)       |                                |
| 2006 | What the Bleep!?: Down the Rabbit Hole                                                   | Home gran            |                                |
| 2008 | The Um                                                                                   | Fiester              |                                |
| 2008 | Delgo                                                                                    | Nohrin (Veu)         |                                |
| 2008 | Resist Evil Part One: Dropping Evil                                                      | CEO / 'Cap'          | En postproducció               |
| 2008 | Resist Evil Part Two: God Is Missing! Let Us Quest For God!                              | CEO / 'Cap'          | En postproducció               |
| 2008 | Resist Evil Part Three: Don't Stop Or We'll Die                                          | CEO / 'Cap'          | En postproducció               |
| 2009 | Fanboys                                                                                  | Anteaus              | Sense acreditar, arxiu d'àudio |
| 2009 | Bionicle: The Legend Reborn                                                              | Raanu, Villager      | Veu, direct-to-video           |
| 2010 | The Man Who Knew How to Fly                                                              | Expert #1            | Curtmetratge                   |
| 2010 | For Christ's Sake                                                                        | The Pope             |                                |
| 2011 | Atlas Shrugged: Part I                                                                   | Dr. Potter           | Acreditat co, Armin Shimmerman |
| 2011 | The Captains                                                                             |                      | (special thanks)               |
| 2011 | The Table                                                                                | Ell mateix           | Vídeo documental               |
| 2012 | Dropping Evil                                                                            | CEO, "Boss Man"      |                                |
| 2012 | Becky's the Boss                                                                         | CEO, "Boss Man"      | Curtmetratge                   |
| 2012 | The Rise of Gunhead                                                                      | CEO, "Boss Man"      | Curtmetratge                   |
| 2012 | Intelligence                                                                             | Dr. Phineas White    | Curtmetratge                   |
| 2013 | Space Opera Society Presents-Armin Shimerman                                             | Ell mateix           | Curtmetratge                   |
| 2013 | The Best of Superman                                                                     | Professor Milo       | Veu, arxiu d'àudio             |
| 2014 | The Sublime and Beautiful                                                                | Lee Westin           |                                |
| 2015 | Troilus & Cressida                                                                       |                      | (agraïment dels productors)    |
| 2016 | Ratchet & Clank                                                                          | Dr. Nefarious        | Veu                            |
| 2016 | Diani & Devine Meet the Apocalypse                                                       | Thomas               |                                |
| 2017 | Followed Back                                                                            | Dr. Lane             | Curtmetratge                   |
| 2018 | Porthole                                                                                 | Dr. Hans Meeker      |                                |
| 2018 | 5th Passenger                                                                            | Myers                |                                |
| 2019 | The Circuit: Star Crew                                                                   | Actor                |                                |
| 2019 | What We Left Behind: Star Trek DS9                                                       | Ell mateix           | Documental                     |
| 2019 | Golden Boy                                                                               | Cagan                |                                |
| 2020 | Unbelievable!!!!!                                                                        | Male Moesha          |                                |
| 2021 | Ratchet & Clank: Life of Pie                                                             | Dr. Nefarious        | Veu, Curtmetratge              |
| 2022 | The Assassin's Apprentice: Silbadores of the Canary Islands                              | Roy                  | Curtmetratge                   |

### Televisió
| Any        | Títol                                                        | Paper                                       | Notes                                                                 |
| ---------- | ------------------------------------------------------------ | ------------------------------------------- | --------------------------------------------------------------------- |
| 1979       | Woman at West Point                                          | Maj. Logan                                  | Telefilm, primer paper                                                |
| 1981       | Bulba                                                        | Charles Medwick                             | Telefilm                                                              |
| 1982       | Hill Street Blues                                            | Phone Man                                   | Episodi: "Heat Rash"                                                  |
| 1983       | Oh Madeline                                                  | Norman                                      | Episodi: "Chances Are"                                                |
| 1983       | We Got It Made                                               | Aldo Riviera                                | Episodi: "Mickey's T-Shirt"                                           |
| 1984       | Cagney & Lacey                                               | Oficial Green                               | Episodi: "Matinee"                                                    |
| 1984       | The Paper Chase                                              | Asphalt Expert Witness                      | Episodi: "Tempest in a Pothole"                                       |
| 1984       | Remington Steele                                             | Nestor Bartholomew                          | Episodi: "Lofty Steele"                                               |
| 1985       | Alice                                                        | Man at Auction                              | Episodi: "Kiss the Grill Goodbye"                                     |
| 1985       | I Had Three Wives                                            | Herb                                        | Episodi: "You and I Know"                                             |
| 1985       | The Facts of Life                                            | Mr. Smith                                   | Episodi: "Out of the Fire"                                            |
| 1986       | It's Garry Shandling's Show                                  | The Doctor                                  | Episodi: "Garry Throws a Surprise Party"                              |
| 1986       | You Again?                                                   | Jim                                         | Episodi: "The Grad"                                                   |
| 1987       | What's Happening Now!!                                       | Frank                                       | Episodi: "Mad Money"                                                  |
| 1987       | Easy Street                                                  | Mr. Klinestabber                            | Episodi: "Frames and Dames"                                           |
| 1987       | Crime Story                                                  | Treasurer                                   | Episodi: "The Pinnacle"                                               |
| 1987       | Baby Girl Scott                                              | Mr. Taverner                                | Telefilm                                                              |
| 1987       | Sledge Hammer!                                               | Malcolm Dench                               | Episodi: "Hammeroid"                                                  |
| 1987–1990  | La Bella i la Bèstia                                         | Pascal                                      | 16 episodis                                                           |
| 1987–1994  | Star Trek: La nova generació                                 | Quark, DaiMon Bractor, Gift-Box Face, Letek | 4 episodis                                                            |
| 1988       | Tricks of the Trade                                          | Criminal                                    | Telefilm                                                              |
| 1989       | Hooperman                                                    | Dr. Wexler                                  | Episodi: "Nightmare in Apartment One"                                 |
| 1989       | Duet                                                         | Dr. Jordan                                  | Episodi: "The New and Improved Linda"                                 |
| 1989, 1994 | L.A. Law                                                     | Timothy Wiseboro, Ernie Frye                | 2 episodis                                                            |
| 1990       | Miracle Landing                                              | Rick                                        | Telefilm                                                              |
| 1990       | Grand                                                        | Dr. Kasmurski, home al funeral              | 2 episodis                                                            |
| 1990       | Who's the Boss?                                              | Mr. Warner                                  | Episodi: "Road Scholar"                                               |
| 1990       | Alien Nation                                                 | Cyril Roman                                 | Episodi: "Gimme, Gimme"                                               |
| 1990       | Cop Rock                                                     | Mersky                                      | Episodi: "Pilot"                                                      |
| 1990       | Babes                                                        | Mr. Ian Anderson                            | Episodi: "Temper, Temper"                                             |
| 1990       | Good Grief                                                   | Stinky                                      | Episodi: "Cub Scouts and Horses & Whiskers on Kittens"                |
| 1991       | Married... with Children                                     | Mr. Lovejoy                                 | Episodi: "Buck the Stud"                                              |
| 1991       | Pros and Cons                                                | Harvey                                      | Episodi: "Fire and Ice"                                               |
| 1991–1992  | Brooklyn Bridge                                              | Bernard                                     | 4 episodis                                                            |
| 1992       | Civil Wars                                                   | Victor Sofransky                            | Episodi: "Mob Psychology"                                             |
| 1992       | Sci-Fi Buzz                                                  | Ell mateix - Quark                          | Episodi: "Armin Shimerman/David Brin"                                 |
| 1993       | E!'s Inside Star Trek Special                                | Ell mateix - Guest                          | Television special documentary                                        |
| 1993–1999  | Star Trek: Deep Space Nine                                   | Quark, Herbert Rossoff, Audrid Dax          | 172 episodis                                                          |
| 1994       | Journey's End: The Saga of Star Trek - The Next Generation   | Ell mateix                                  | Telefilm documental                                                   |
| 1994       | Not Just News                                                | Ell mateix                                  | 1 episodi                                                             |
| 1995       | Star Trek: Voyager                                           | Quark                                       | Episodi: "El Guardià"                                                 |
| 1995–1996  | Dumb and Dumber                                              | Casab, Questioner #3, Varp                  | Veu, 2 episodis                                                       |
| 1996       | Seinfeld                                                     | Stan                                        | Episodi: "The Caddy"                                                  |
| 1996       | The Tonight Show with Jay Leno                               | Quark                                       | 1 episodi                                                             |
| 1996       | The Lazarus Man                                              | Henry Munroe                                | Episodi: "Jehovah and Son, Inc."                                      |
| 1997       | Space Cadets                                                 | Ell mateix                                  | Episodi: "Quarks vs. Roms"                                            |
| 1997       | Bruno the Kid                                                | Veus addicionals                            | Veu, episodi: "Who's There?" Acreditat com Arman Shimmerman           |
| 1997       | Stargate SG-1                                                | Anteaus                                     | Episodi: "The Nox"                                                    |
| 1997       | Ally McBeal                                                  | Jutge Walworth                              | Episodi: "Boy to the World"                                           |
| 1997–1998  | The Practice                                                 | Jutge Garth Moskin                          | 2 episodis                                                            |
| 1997–2000  | Buffy the Vampire Slayer                                     | Director Snyder                             | 19 episodis                                                           |
| 1998       | The Lost World                                               | Professor George Edward Challenger          | Telefilm                                                              |
| 1998       | Real Story                                                   | Thornfield                                  | Telefilm                                                              |
| 1999       | Martial Law                                                  | Daniel Darius                               | Episodi: "Slammo Blammo"                                              |
| 1999–2000  | Rocket Power                                                 | Botiguer, Ben Robbins                       | Veu, 2 episodis                                                       |
| 2001       | Spotlight on Armin Shimerman and Kitty Swink                 | Ell mateix                                  | Television special                                                    |
| 2001       | Judging Amy                                                  | Anthony Cara                                | Episodi: "The Undertow"                                               |
| 2001       | Evil Con Carne                                               | General Skarr, Stomach                      | Veu, especial televisió                                               |
| 2001       | Just Ask My Children                                         | Prison Psychiatrist                         | Telefilm, Sense acreditar                                             |
| 2001       | The Invisible Man                                            | Tommy Walker, Augustin Gaither              | 3 episodis                                                            |
| 2001       | The Guardian                                                 | Judge Smitrovich                            | Episodi: "The Men from the Boys"                                      |
| 2001       | Citizen Baines                                               | Robert Udelwitz                             | Episodi: "The Appraisal"                                              |
| 2001       | The Agency                                                   | Dr. Oliver                                  | Episodi: "Nocturne"                                                   |
| 2001       | Weakest Link                                                 | Ell mateix                                  | Episodi: "Star Trek Edition"                                          |
| 2001–2007  | The Grim Adventures of Billy & Mandy                         | General Skarr, Stomach, veus addicionals    | Veu, 23 episodis                                                      |
| 2002       | Teacher's Pet                                                | Principal Nash Brickler                     | Veu, episodi: "What's Sweat Got to Do with It?", escenes eliminades   |
| 2002       | The Tick                                                     | The Terror                                  | Episodi: "The Terror"                                                 |
| 2002       | Charmed                                                      | El bruixot                                  | Episodi: "We're Off to See the Wizard"                                |
| 2002       | Boston Public                                                | Jutge Semel                                 | Episodi: "Chapter Forty-Four"                                         |
| 2002       | The West Wing                                                | Ricard III                                  | Episodi: "Posse Comitatus"                                            |
| 2002       | For the People                                               | Dr. O'Neill                                 | 2 episodis                                                            |
| 2002       | Thieves                                                      | Professor Conrad Haglar                     | Episodi: "Home Is Where the Heist Is"                                 |
| 2002       | Girls Club                                                   | Edmund Graves                               | 3 episodis                                                            |
| 2003       | Tremors                                                      | Cecil Carr                                  | Episodi: "A Little Paranoia Among Friends"                            |
| 2003       | The Handler                                                  | Maxwell Rosenheim                           | 2 episodis                                                            |
| 2003–2004  | Evil Con Carne                                               | General Skarr, Stomach                      | Veu, 9 episodis                                                       |
| 2004       | Single Santa Seeks Mrs. Claus                                | Ernest                                      | Telefilm                                                              |
| 2004       | Crossing Jordan                                              | Dr. McCain                                  | Episodi: "Slam Dunk"                                                  |
| 2004       | ER                                                           | Levine                                      | Episodi: "Where There's Smoke"                                        |
| 2004       | Nip/Tuck                                                     | Oculista                                    | Episodi: "Natasha Charles"                                            |
| 2005       | Committed                                                    | Super                                       | Episodi: "The Snow Episodi"                                           |
| 2005       | Justice League Unlimited                                     | Professor Milo                              | Veu, episodi: "The Doomsday Sanction", Acreditat com Armin Shimmerman |
| 2005       | Joan of Arcadia                                              | Ronald Harbison                             | Episodi: "Trial and Error"                                            |
| 2005       | Invasion                                                     | Josh Breims                                 | 2 episodis                                                            |
| 2005       | Meet the Santas                                              | Ernest                                      | Telefilm                                                              |
| 2005       | Billy and Mandy Save Christmas                               | General Skarr                               | Veu, Telefilm                                                         |
| 2006       | Seinfeld: Inside Look                                        | Stan                                        | Episodi: "The Caddy" Archive footage                                  |
| 2006       | Ben 10                                                       | Slix Vigma                                  | Veu, episodi: "Grudge Match"                                          |
| 2006       | Dr. Vegas                                                    | Clown                                       | Episodi: "Heal thyself"                                               |
| 2006       | Numb3rs                                                      | Patrick Holden                              | Episodi: "Provenance"                                                 |
| 2006       | Boston Legal                                                 | Judge Brian Hooper                          | 7 episodis                                                            |
| 2006       | South of Nowhere                                             | Dr. Crawford                                | Episodi: "That's the Way the World Crumbles"                          |
| 2006       | Dead and Deader                                              | Coroner Flutie                              | Telefilm                                                              |
| 2007       | Billy & Mandy's Big Boogey Adventure                         | General Skarr                               | Veu, telefilm                                                         |
| 2007       | Billy & Mandy: Wrath of the Spider Queen                     | General Skarr                               | Veu, telefilm                                                         |
| 2007       | Star Trek: Beyond the Final Frontier                         | Ell mateix - Entrevistat                    | Telefilm documental                                                   |
| 2007       | Star Trek New Voyages: Phase II                              |                                             | (special thanks)                                                      |
| 2007       | The Young and the Restless                                   | Jutge Graham Roberts                        | 1 episodi                                                             |
| 2008       | Underfist: Halloween Bash                                    | General Skarr, Candy Skeleton, Rat          | Veu, especial televisió                                               |
| 2009       | Leverage                                                     | Dr. Patemkin                                | Episodi: "The Juror #6 Job"                                           |
| 2009       | The Jace Hall Show                                           | Ell mateix                                  | Episodi: "Star Trek & Duke Nukem Forever"                             |
| 2009–2010  | Batman: The Brave and the Bold                               | Calculator, Psycho-Pirate, Mark Haley       | Veu, 3 episodis, acreditat com Armin Shimmerman                       |
| 2010       | Proposition 8 Trial Re-Enactment                             | Claude Kolm                                 | Sèrie documental de televisió                                         |
| 2010       | Warehouse 13                                                 | Charlie Martin                              | Episodi: "Where and When"                                             |
| 2012       | Sword of the Atom                                            | Taren, Commander, Deraegis, Soldier         | Veu, 3 episodis                                                       |
| 2012       | Perception                                                   | Dr. Cutler                                  | Episodi: "86'd"                                                       |
| 2012       | Castle                                                       | Benjamin Donnelly                           | Episodi: "The Final Frontier"                                         |
| 2012–2013  | DC Nation's Farm League                                      | Aquamandrill, Crainiac, Moo Face            | Veu, 2 episodis                                                       |
| 2012–2016  | Regular Show                                                 | Vàries veus                                 | Veu, 8 episodis                                                       |
| 2013       | Bad Samaritans                                               | Jutge                                       | 2 episodis                                                            |
| 2013       | Tales of Metropolis                                          | Brainiac                                    | Veu, episodi: "Bizarro"                                               |
| 2013       | Super-Pets                                                   | Superman, Jokerfish                         | Veu, 2 episodis                                                       |
| 2013       | CSI: Crime Scene Investigation                               | Oscar                                       | Episodi: "Check In and Check Out"                                     |
| 2014       | Nikki & Nora: The N&N Files                                  | J. Hewitt Kemp                              | 3 episodis                                                            |
| 2014       | Franklin & Bash                                              | Stu Weston                                  | Episodi: "Falcon's Nest"                                              |
| 2016       | The Exhilarating and Fashionable Life of Emmy Rose Knightley | Ell mateix                                  | Episodi: "Pilot"                                                      |
| 2016       | Shakespeare in the Sphere                                    |                                             | (special thanks)                                                      |
| 2016       | Red Bird                                                     | Max                                         | 2 episodis                                                            |
| 2016       | Inside the Extras Studio                                     | Arthur Shinebaum                            | Episodi: "Trekkie Cult Leader"                                        |
| 2016       | 50 Years of Star Trek                                        | Ell mateix                                  | Telefilm documental                                                   |
| 2016       | Timeless                                                     | David Rittenhouse                           | Episodi: "The Capture of Benedict Arnold"                             |
| 2016       | Uncle Grandpa                                                | Veus addicionals                            | Veu, episodi: "The Phone Call"                                        |
| 2017       | Lesser Known Love                                            | General Skarr                               | Veu, arxiu d'àudio, episodi: "Evil Con Carne"                         |
| 2017       | Justice League Action                                        | Zilius Zox                                  | Veu, 2 episodis                                                       |
| 2018       | We Bare Bears                                                | Veus addicionals                            | Veu, episodi: "Best Bears"                                            |
| 2019       | That Guy... Who Was in That Thing 3: Trek Stars              | Ell mateix                                  | Telefilm                                                              |
| 2019–2021  | The 7th Rule                                                 | Ell mateix                                  | 2 episodis                                                            |
| 2019       | The 7th Rule: Captain Nog Forever                            | Ell mateix                                  | 1 episodi                                                             |
| 2020       | The Actor's Choice                                           | Ell mateix                                  | Episodi: "Armin Shimerman & Marliyn Anderson"                         |
| 2020       | Alone Together: A DS9 Companion                              | Quark                                       | Episodi: "With Grace"                                                 |
| 2021       | The Rookie                                                   | Jutge Paloma                                | Episodi: "Consequences"                                               |
| 2022       | Close Enough                                                 | Phil                                        | Veu, episodi: "Halloween Enough"                                      |
| 2022       | Star Trek: Lower Decks                                       | Quark                                       | Veu, episodi: "Hear All, Trust Nothing"                               |

### Sèrie de podcast
| Any  | Títol                         | Paper                 | Notes                                                   |
| ---- | ----------------------------- | --------------------- | ------------------------------------------------------- |
| 2016 | Buffering the Vampire Slayer  | Ell mateix - convidat | Episodi: "An Interview with Armin Shimerman"            |
| 2021 | Funny Science Fiction Podcast | Ell mateix - convidat | Episodi: "The Rules of Acquisition ft. Armin Shimerman" |
| 2022 | Sci-Fi Talk                   | Ell mateix            | Episodi: "Armin Shimerman"                              |
| 2023 | "Shuttlepod Show"             | Ell mateix            | Episodi: "The House of Quark"                           |

### Videojocs
| Any  | Títol                                   | Paper                                      | Notes                                                                                         |
| ---- | --------------------------------------- | ------------------------------------------ | --------------------------------------------------------------------------------------------- |
| 1996 | Star Trek: Deep Space Nine: Harbinger   | Quark                                      | Agrupat sota "Amb la veu de"                                                                  |
| 1999 | Star Trek: Deep Space Nine Companion    | Quark                                      | Arxiu d'àudio                                                                                 |
| 2000 | Star Trek: Deep Space Nine: The Fallen  | Quark                                      | Agrupat com a "Veus"                                                                          |
| 2004 | Onimusha 3: Demon Siege                 | Hideyoshi Hashiba                          | Veu                                                                                           |
| 2004 | X-Men Legends                           | Toad                                       | Veu                                                                                           |
| 2004 | Ratchet & Clank: Up Your Arsenal        | Dr. Nefarious                              | Veu                                                                                           |
| 2004 | World of Warcraft                       | Veu Over Cast                              | Veu                                                                                           |
| 2005 | Jade Empire                             | The Innkeeper, Abbot Song, Emperor Sun Hai | Veu, agrupada sota "Actors de veu", també les edicions limitades i especials del joc del 2007 |
| 2005 | Psychonauts                             | Augustus Aquato                            | Veu                                                                                           |
| 2005 | X-Men Legends II: Rise of Apocalypse    | Toad, Zealot                               | Veu, acreditat com Armin Shimmerman                                                           |
| 2005 | Ratchet: Deadlocked                     | Dr. Nefarious                              | Veu                                                                                           |
| 2006 | Reservoir Dogs                          | Veu actors                                 |                                                                                               |
| 2006 | The Grim Adventures of Billy & Mandy    | General Skarr                              | Veu                                                                                           |
| 2006 | Gothic 3                                | Veus addicionals                           | Veu                                                                                           |
| 2006 | Resistance: Fall of Man                 | Veus addicionals                           | Agrupat a "Actors de veu en off"                                                              |
| 2007 | God of War II                           | Translator 2                               | Veu, agrupat a "Actors de veu"                                                                |
| 2007 | BioShock                                | Andrew Ryan                                | Veu                                                                                           |
| 2007 | Mass Effect                             | Veus addicionals                           | Veu                                                                                           |
| 2008 | Command & Conquer 3: Kane's Wrath       | Talent de veu / Actors de veu              | Veu                                                                                           |
| 2008 | Ratchet & Clank Future: Quest for Booty | Dr. Nefarious                              | Veu, acreditat com a Armin Shimmerman                                                         |
| 2009 | Marvel: Ultimate Alliance 2             | Green Goblin                               | Veu, agrupada sota "Talent de veu"                                                            |
| 2009 | Ratchet & Clank Future: A Crack in Time | Dr. Nefarious                              | Veu                                                                                           |
| 2010 | Mass Effect 2                           | Veus addicionals                           | Veu                                                                                           |
| 2010 | BioShock 2                              | Andrew Ryan                                | Veu                                                                                           |
| 2010 | StarCraft II: Wings of Liberty          | Dr. Narud, Mohandar                        | Veu, agrupada a "Personatges addicionals"                                                     |
| 2010 | BioShock 2: The Protector Trials        | Andrew Ryan                                | Veu                                                                                           |
| 2010 | BioShock 2: Minerva's Den               | Andrew Ryan                                | Veu                                                                                           |
| 2011 | Ratchet & Clank: All 4 One              | Dr. Nefarious                              | Veu                                                                                           |
| 2011 | Star Wars: The Old Republic             | Veus addicionals                           | Veu                                                                                           |
| 2012 | Mass Effect 3                           | Veus addicionals                           | Veu                                                                                           |
| 2012 | Diablo III                              | Veus addicionals                           | Veu                                                                                           |
| 2012 | The Secret World                        | Cap Garcia Hansson, vell Joseph Cajiais    | Veu, agrupat sota "Cast"                                                                      |
| 2012 | Ratchet & Clank Collection              | Dr. Nefarious                              | Veu, àudio d'arxiu                                                                            |
| 2012 | World of Warcraft: Mists of Pandaria    | Repartiment de veu en off                  | Veu                                                                                           |
| 2012 | PlayStation All-Stars Battle Royale     | Dr. Nefarious, Andrew Ryan, Vox Populi     | Veu, agrupada a "Repartiment"                                                                 |
| 2013 | StarCraft II: Heart of the Swarm        | Dr. Emil Narud (Forma humana)              | Veu, agrupada a "Repartiment secundari"                                                       |
| 2014 | Diablo III: Reaper of Souls             | Veus addicionals                           | Veu                                                                                           |
| 2014 | BioShock Infinite: Burial at Sea        | Andrew Ryan                                | Veu, només Episodi 2                                                                          |
| 2016 | Ratchet & Clank                         | Dr. Nefarious                              | Veu, acreditat com a Armin Shimmerman                                                         |
| 2016 | Batman: Arkham Underworld               | Dr. Achilles Milo                          | Veu, agrupada a "Talent de veu en anglès"                                                     |
| 2018 | Star Trek Online: Victory is Life       | Quark                                      | Veu, agrupada a "Convidats destacats"                                                         |
| 2018 | Lego DC Super-Villains                  | Psycho-Pirate, Condiment King              | Veu, agrupada a "Talent de veu en anglès", acreditat com a Armin Shimmerman                   |
| 2019 | Death Stranding                         | L'Ancià                                    | Veu                                                                                           |
| 2021 | Ratchet & Clank: Rift Apart             | Dr. Nefarious                              | Veu                                                                                           |
| 2021 | Psychonauts 2                           | Augustus Aquato                            | Veu, acreditat com a Armin Shimmerman                                                         |
| 2023 | Starfield                               | Walter Stroud                              | Veu                                                                                           |
| 2024 | Batman: Arkham Shadow                   | Joe Chill                                  | Veu                                                                                           |

### Interpretacions de la banda sonora
- Cop Rock (1990) - (intèrpret: "He's Guilty") - Episodi: "Pilot"
- Star Trek: Deep Space Nine (1998) - (intèrpret: "Slug-o-Cola" - sense acreditar) - Episodi: "Profit and Lace"
- What We Left Behind: Star Trek DS9 (2019) - (intèrpret: "What We Left Behind")
- Ratchet and Clank: Rift Apart (2021) - (intèrpret: "Join Me at the Top")

### Treball d'escriptor
- Evil Con Carne (2004) - (història "Hector, King of the Britons") - Episodi: "Jealousy, Jealous Do/Hector, King of the Britons"

### Treball d'àudio
- The 34th Rule (2000) - Narrador, Quark
- Star Trek: Deep Space Nine: Legends of the Ferengi (2001) - Narrador, Quark
- Incident at Vichy (2002) – Primer detectiu, Prof. Hoffman
- Magic Time (2005) - Narració
- Twelve Angry Men (2006) - Jurat #4
- The War of the Worlds (2007) -Locutor, altres
- El falcó maltès (2008) - Wilmer
- Adventures in Odyssey (2009) - Príncep George
- The Mark of Zorro (2011) - Tavern Landlord
- Die, Snow White! Die, Damn You!: A Very Grimm Tale (2012) – El mirall màgic
- Wild Cards IV: Aces Abroad (2016) - Narració
- Magic Time: an Audio Play (2017) - Sam Lungo

### Treballs a Broadway
- Threepenny Opera (1976-1977) - Mr. Charles Filch, Ed, Ensemble
- Saint Joan (1977-1978) - Baudricourt's Steward, Page to Warwick, Thomas de Courcelles, The English Soldier, Ensemble
- I Remember Mama (1979) - Mr. Thorkelson
- The Play That Goes Wrong (2022) - Dennis Tyde, Perkins